# عتبة بن ربيعة البهراني
عتبة بن ربيعة بن خالد بن معاوية البهراني صحابي جليل من قبيلة بهراء وقيل من بني سليم وكان حليفاً لقبيلة الخزرج من الأنصار شهد مع النبي محمد ﷺ غزوة بدر.